# Zàikovo
Zàikovo (en rus: Зайково) és un poble de l'óblast de Vladímir, a Rússia, segons el cens del 2010 tenia 47 habitants. Pertany al districte municipal de Koltxúguino.